# Абдуррахман ас-Судейс
Абдуррахма́н ибн Абду́л-Ази́з ас-Суде́йс (араб. عبد الرحمن بن عبد العزيز السديس‎; род. 10 февраля 1960, Эль-Букайрия, Эль-Касим, Саудовская Аравия) — председатель религиозных дел мечети аль-Харам и мечети ан-Набави в ранге министра с 8 мая 2012 года. Имам и проповедник мекканской мечети аль-Харам с 1984 года. Один из всемирно известных чтецов Корана и доктор шариатских наук по усуль аль-фикх (основы исламского права).

## Биография

### Ранние годы
Родился 10 февраля 1960 года в Эль-Букайрии (провинция Эль-Касим, Саудовская Аравия). Затем переехал в город Эр-Рияд и закончил своё начальное образование в начальной школе Аль-Мусанны ибн Хариса. Затем учился в среднем образовании научного института Эр-Рияда и получил там аттестат в 1979 году с отличием. В возрасте 12 лет заучил наизусть весь Священный Коран, где он учил его в университете заучивания Корана в Эр-Рияде.

## Должность

### Имам-хатиб мечети аль-Харам
В 1984 году был издан указ о назначении его имамом и проповедником в мечети аль-Харам, и он начал свою работу в мае того же года в воскресенье, во время послеполуденной молитвы (аср). Его первая проповедь была в месяц Рамадан, 14 июня того же года.

### Академическая работа
Работал лектором на судебном отделении в шариатском факультете в Университете Умм аль-Кура в Мекке. Затем он был назначен доцентом шариатского факультета в университете Умм аль-Кура. И основал исследовательскую кафедру со своим именем для изучения усуль аль-фикха в Исламском университете имама Мухаммада ибн Сауда. Также работает директором международного университета знаний (дистанционное обучение) и профессором кафедры шариата в шариатском факультете и исламоведения в университете Умм аль-Кура.

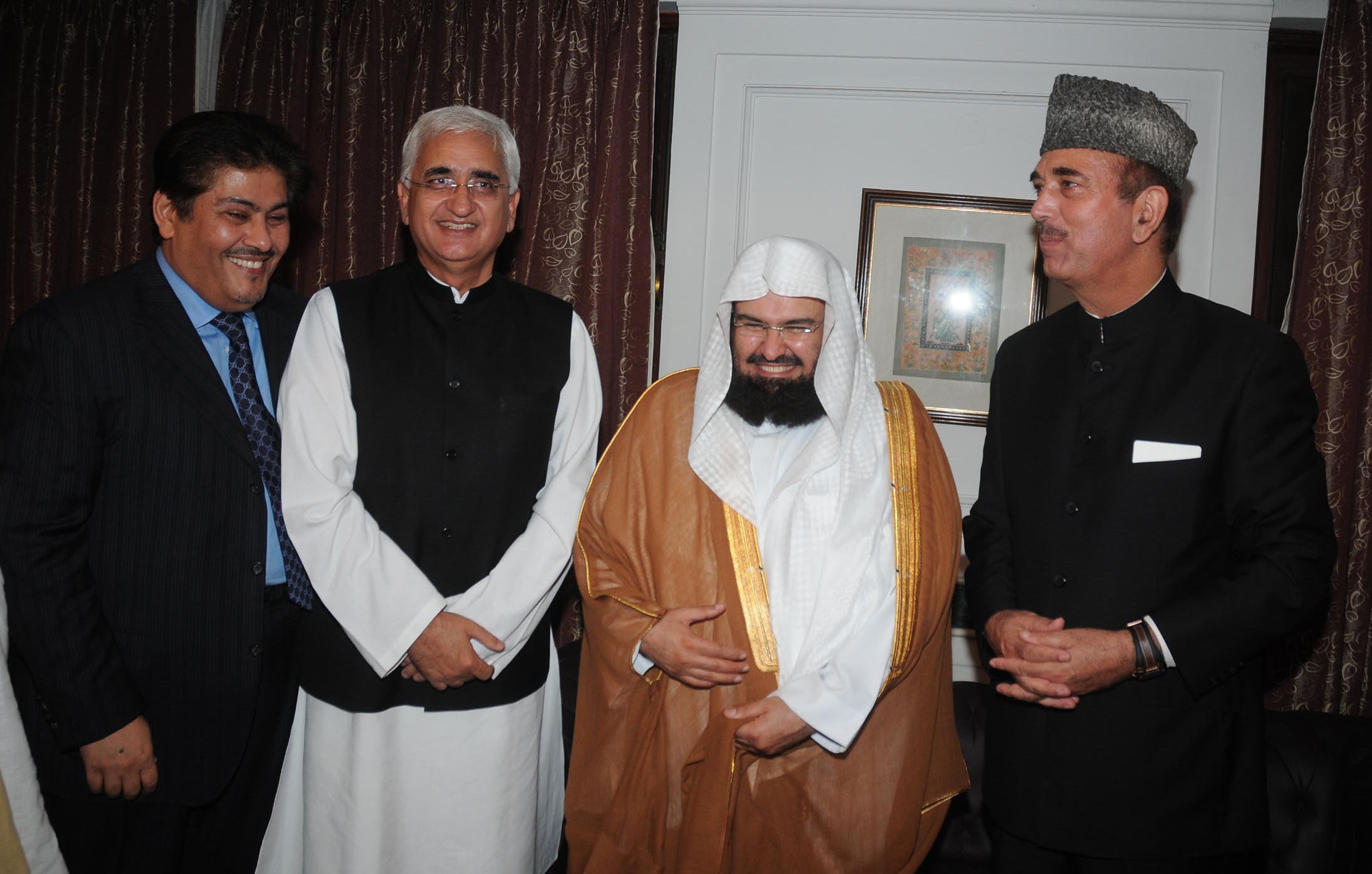
Абдуррахман ас-Судейс в Нью-Дели в 2011 году

### Генеральное председательство религиозных дел мечети аль-Харам и мечети ан-Набави
В настоящее время Абдуррахман ас-Судейс занимает должность генерального председателя по религиозным делам мечети аль-Харам и мечети ан-Набави, был назначен 8 мая 2012 года королевским указом короля Абдаллы ибн Абдул-Азиза Аль Сауда, сменив шейха Салиха ибн Абдуррахмана аль-Хусаййина.

## Награды
В 2005 году оргкомитет Дубайской международной премии Священного Корана удостоила его почетного звания «Исламская личность года» в знак признания его преданности Корану и исламу.